# Карасор (Акмолинская область)
Карасор (каз. Қарасор) — упразднённое село в Енбекшильдерском районе Акмолинской области Казахстана. Входило в состав Кенащинского сельского округа. Код КАТО — 114540500. 

## География
Село располагалось возле одноимённого озера, в северо-западной части района, на расстоянии примерно 16 километров (по прямой) к северу от административного центра района — города Степняк, в 15 километрах к северо-западу от административного центра — села Кенащы.
Абсолютная высота — 271 метров над уровнем моря.
Ближайшие населённые пункты: село Тасшалкар — на западе, аул Андыкожа батыра — на севере, село Кенащы — на востоке.

## История
Постановлением акимата Акмолинской области от 13 декабря 2008 года N A-9/561 и решением Акмолинского областного маслихата от 13 декабря 2008 года N 4C-11/16 село Карасор было переведено в категорию иных поселений и включено в состав села Кенащы в связи с выездом жителей.

## Население
В 1989 году население села составляло 220 человек (из них казахи — 58 %, русские — 21 %).
В 1999 году население села составляло 98 человек (53 мужчины и 45 женщин). По данным 2009 года в селе не было постоянного населения.
| Численность населения | Численность населения | Численность населения |
| 1989                  | 1999                  | 2009                  |
| --------------------- | --------------------- | --------------------- |
| 220                   | ↘98                   | ↘0                    |